# Vincent Speranza
Pour les articles homonymes, voir Speranza.
Vincent J. Speranza (23 mars 1925 - 2 août 2023), aussi surnommé Vince, est un soldat américain qui a servi dans l'armée de terre des États-Unis pendant la Seconde Guerre mondiale.

## Biographie

### Jeunesse
Vincent Speranza nait le 23 mars 1925 à Hell's Kitchen, quartier de Manhattan. Il passe son enfance à Staten Island dans une famille italienne nombreuse et élargie pendant la Grande Dépression. Il a trois frères et quatre sœurs. Il obtient son diplôme d'études secondaires en janvier 1943 puis s'inscrit au City College of New York.

### Service militaire

Speranza au début des années 1940

En 1943, après l'obtention de son diplôme d'études secondaires, Vincent Speranza s'enrôle dans l'armée de terre des États-Unis. Il essaie de la rejoindre dès l'âge de 16 ans mais doit attendre ses 18 ans pour y parvenir. Vincent Speranza est envoyé au Camp Upton à New York, puis à Fort Benning en Géorgie afin d'y poursuivre son entraînement avec la 87e division d'infanterie. Il se porte ensuite volontaire pour l'infanterie parachutiste, qu'il rejoint après avoir terminé un passage à la Parachute School.
Vincent Speranza est envoyé outre-mer avec la compagnie H, 3e bataillon, 501e régiment d'infanterie, 101e division aéroportée depuis Camp Shanks à bord du Queen Mary, débarquant en Écosse, puis en Angleterre, en Belgique et enfin en France. Son unité arrive en France et combat plus tard dans la Bataille des Ardennes. Le premier engagement de Vincent Speranza a lieu pendant le siège de Bastogne où il utilise une mitrailleuse à partir d'un foxhole dans une position avancée à l'extérieur de la ville. Pendant le siège, il rend visite à un camarade blessé à l'hôpital de campagne installé dans une église locale qui lui dit avoir soif. Il fouille les ruines de la ville et trouve une tireuse à bière en état de marche et remplit son casque faute de tout autre récipient. En livrant la boisson, il est découvert par un médecin militaire et réprimandé,.

Cette anecdote, parfois nommée greatest beer run of all time, devient populaire au sein de l'armée, ainsi que localement à Bastogne, et dont il ne prendra connaissance qu'en 2009, lorsqu'il y retourne pour la première fois.
Au final, je suis devenu plus célèbre pour ce que j'ai fait pour mon camarade avec mon casque que tout ce que j'ai pu faire avec une mitrailleuse.
Il prend également part aux actions militaires visant à libérer Kaufering et le camp de concentration qui s'y trouve, lié à celui de Dachau. Son unité militaire se rend jusqu'au nid d'aigle d'Adolf Hitler à Berchtesgaden.
Vincent Speranza passe un total de 144 jours au combat  et est libéré de ses fonctions en janvier 1946. Son grade le plus élevé est Private first class.

### Après la guerre

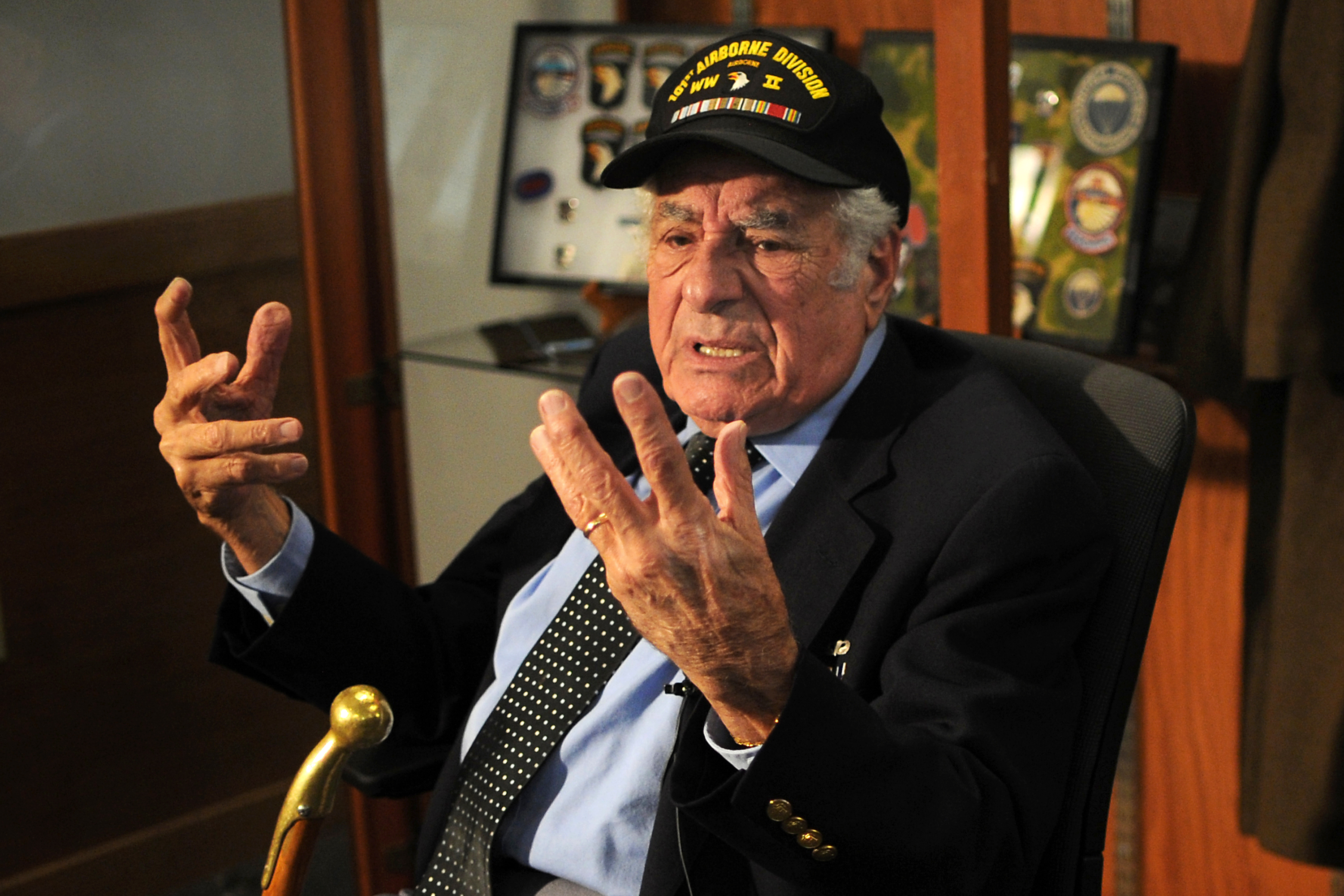
Speranza en 2020

Après la fin de la Seconde Guerre mondiale, Vincent Speranza reste en France et aux Pays-Bas occupés par les Alliés jusqu'en décembre 1945, puis retourne à New York, où il devient professeur d'histoire au lycée Curtis. Pour son service, il reçoit une Purple Heart, une Bronze Star et une Presidential Unit Citation.
Il est longtemps resté à l'écart des commémorations, comme il l'explique dans une interview adressée à TV Lux, et ne revient à Bastogne que 65 ans plus tard : 
De retour au pays, je voulais tout oublier, tirer un trait sur ce que nous avions vécu. Je ne voulais plus participer à aucune commémoration. J'étais devenu professeur et voulais consacrer mon temps à construire les gens et non à les détruire.
En mémoire de l'anecdote de la Beer run, une bière brune est brassée à Bastogne depuis 1994. Vincent Speranza ne participe pas encore aux commémorations. Bien plus tard, lorsqu'il se rend à Bastogne, il découvre la bière servie dans des verres en forme de casque militaire et raconte son histoire au gérant de l'établissement.
Dans le cadre de la commémoration du 75e anniversaire de l'opération Market Garden en septembre 2019, Vincent Speranza est l'un des deux vétérans qui participe à un parachutage au-dessus du Brabant-Septentrional entre Eerde et Schijndel,.
Pendant la période de Noël 2021, il est présenté dans une émission d'une heure par le Overloon War Museum. Il s'agit d'une série de vidéos diffusées par le musée fermé à cause des restrictions dues à la pandémie de Covid-19 aux Pays-Bas.
En 2022, après avoir participé à des événements vétérans en Europe pendant 12 ans, il annonce ne plus faire le voyage jusqu'en Europe afin de préserver sa santé. L'annonce est intervenue après qu'il s'est effondré à la suite d'un voyage de 28 heures entre Bruxelles et Springfield, dans l'Illinois.
Pour ses 98 ans, il reprend part aux commémorations et saute en parachute depuis un Douglas C-47 à Palatka en Floride afin de réaliser ce que beaucoup qualifient déjà de son « dernier saut en parachute ».

### Vie personnelle et mort

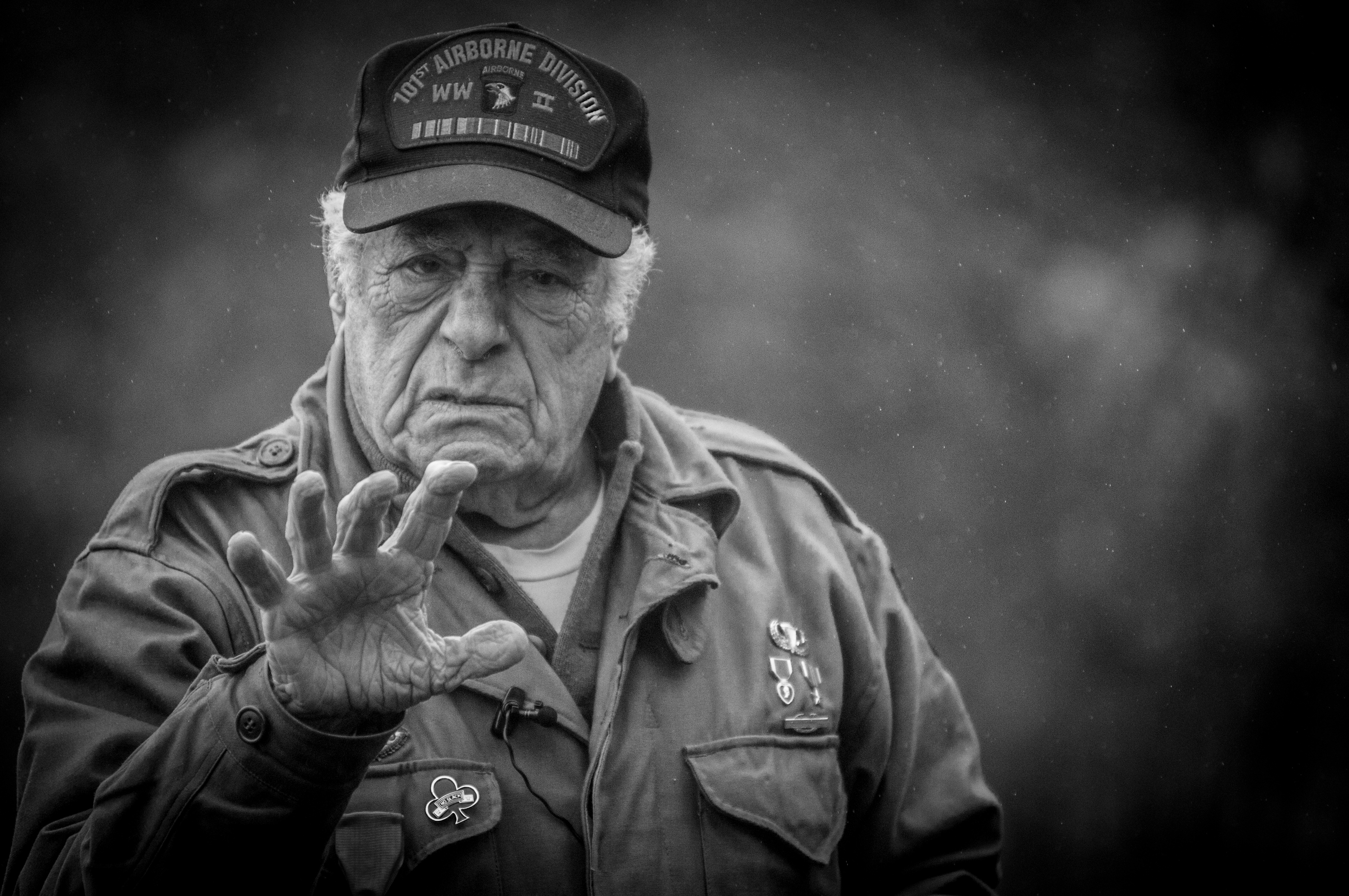
Speranza en 2015

Speranza a épousé Iva Leftwich en 1948 et ils ont un fils et deux filles. Il publie un livre intitulé NUTS!: A 101st Airborne Division Machine Gunner at Bastogne  en 2014. Le livre est traduit en Français par l'association Mémoire et Database de Frédéric Lavernhe.
Il meurt le 2 août 2023 au Springfield Memorial Hospital, à l'âge de 98 ans,,.
Une bière et une montre en édition limitée portent son nom,.
Par communiqué, la ville de Bastogne et son bourgmestre Benoît Lutgen rendent hommage au héros de guerre en le qualifiant d'« ami de tous les Bastognards ».

## Récompenses et décorations
- Combat Infantryman Badge
- Parachutist Badge
- Bronze Star (1 OLC)
- Purple Heart (1 OLC)
- Good Conduct Medal
- World War II Victory Medal
- American Campaign Medal
- European-African-Middle Eastern Campaign Medal (avec 2 étoiles de campagne)
- Presidential Unit Citation avec grappe de feuilles de chêne
- Croix de guerre
- Légion d'honneur
- Fourragère
- Médaille d'honneur en bronze, commune de Gerwen en Nederwetten
- Médaille d'honneur en bronze, commune de Nuenen

## Filmographie
| Année | Titre                                 | Rôle     | Autres notes | Sources |
| ----- | ------------------------------------- | -------- | ------------ | ------- |
| 2019  | Libertas : 75e anniversaire du jour J | Lui-même |              | [ 33 ]  |

## Voir également

### Publication
- (en) Vincent J. Speranza, Nuts!: A 101st Airborne Division Machine Gunner at Bastogne, Vincent J. Speranza, 11 novembre 2014 (ISBN 978-1-941165-51-5, lire en ligne)